# Mike DiBiase II
Michael Wills DiBiase (10 settembre 1977) è un wrestler statunitense, conosciuto con il ring name Mike DiBiase.
DiBiase è un wrestler di terza generazione. Il suo nonno adottivo "Iron" Mike DiBiase, nonna Helen Hild e il padre "The Million Dollar Man" Ted DiBiase sono stati tutti wrestlers professionisti.

## Carriera
DiBiase inizia a combattere a inizio 2006, quando anche suo fratello Ted inizia ad allenarsi in Texas nella palestra di Chris Youngblood. Debutta successivamente in Professional Wrestling Federation (PWF). Qui diventa il primo PWF West Wrestling Legends Heritage Champion. Vince anche l'edizione 2006 del Jay Youngblood Memorial Tag Team Tournament Cup insieme a Ricky Romero III.
I due fratelli DiBiase iniziano poi ad allenarsi insieme ad Harley Race, una leggenda del wrestling grande amico del loro nonno Mike DiBiase (nel 1969 tentò di salvarlo da un attacco di cuore ma non ci riuscì). I due fratelli debuttano ad aprile 2007, sconfiggendo i WLW Tag Team Champions. Più tardi Ted DiBiase jr. viene assunto in WWE mentre Mike rimane in WLW dove conquista i WLW Tag Team Championships insieme a "Wild" Wide Chism ma poco dopo DiBiase si infortuna e Wade Chism è costretto a rendere il titolo vacante.
Durante il suo infortunio, DiBiase ritorna in PWF. Il 3 marzo 2007, DiBiase conquista per la seconda volta il PWF West Texas Wrestling Legends Heritage Championship. Successivamente, conquista anche il PWF Tag Team Championship insieme a Ricky Romero III sconfiggendo i Texas Heart Throbs e i Pain Inc. in un three way tag team match. L'8 dicembre 2007, DiBiase vince l'NWA North American Heavyweight Championship sconfiggendo Damian Wayne a Las Vegas. DiBiase vince anche l'NWA Texas Heavyweight Championship battendo Chaz Tayler ma viene privato del titolo per non essersi presentato a difenderlo il 4 ottobre. Il 1º maggio 2009 perde anche l'NWA North American Championship contro Apollo.

## Titoli e riconoscimenti
Fusion Pro Wrestling
- Fusion Pro Tag Team Championship (1 - con Ted DiBiase Jr.)

NWA Carolinas
- NWA North American Heavyweight Championship (1)

Professional Wrestling Federation
- NWA Texas Heavyweight Championship (1)
- PWF West Texas Wrestling Legends Heritage Championship (2)
- PWF Tag Team Championship (1 - con Ricky Romero III)
- PWF Jay Youngblood Memorial Tag Team Cup (2006) – con Ricky Romero III

Pro Wrestling Illustrated
- 168º nella classifica dei 500 migliori wrestler su PWI 500 (2008)

World League Wrestling
- WLW Tag Team Championship (1 - con Wade Chism)